# Bradornis comitatus
Bradornis comitatus é uma espécie de ave da família Muscicapidae.
Pode ser encontrada nos seguintes países: Angola, Camarões, República Centro-Africana, República do Congo, República Democrática do Congo, Costa do Marfim, Guiné Equatorial, Gabão, Gana, Guiné, Libéria, Nigéria, Serra Leoa, Sudão, Togo e Uganda.
Os seus habitats naturais são: florestas subtropicais ou tropicais húmidas de baixa altitude.